# Street Legal (album)
Street Legal è il 18° album in studio di Bob Dylan pubblicato nel giugno del 1978.

## Descrizione
Il disco fu un deciso cambio di rotta musicale per Dylan, che utilizzò arrangiamenti maggiormente pop-rock, si avvalse della collaborazione di un nutrito gruppo di coriste e virò decisamente verso la black music. Sin dal titolo, Street Legal è una dichiarazione di intenti: le "street illegal" erano negli anni cinquanta, delle macchinette per il gioco d'azzardo, ma lo "street legal", nel linguaggio di strada, stava a significare un "tipo giusto", un "figo", un "dritto". Inoltre "Street legal" sono anche i motori delle macchine truccati per avere prestazioni migliori, che, dopo aver superato il controllo della sicurezza stradale, diventano leciti e legali.
Uscendo dopo successi di critica e pubblico come Blood on the Tracks e Desire, Street Legal divenne l'ennesimo disco d'oro per Dylan, ma raggiunse solo la posizione numero 11 in classifica negli Stati Uniti, diventando il suo primo album a fallire l'entrata nella Top 10 sin dal 1964. Andò invece molto bene in Gran Bretagna, dove raggiunse la posizione numero 2 (la sua più alta posizione in classifica in otto anni) e diventò disco di platino con oltre 300 000 copie vendute.
Alla sua uscita il disco venne accolto malamente da gran parte della critica statunitense, in particolare a causa di pesanti accuse di maschilismo riferite ai testi delle canzoni. Nello specifico, uno dei versi maggiormente incriminati si trova nel brano Is Your Love In Vain? dove Dylan canta versi come: «Sai cucinare, sai cucire, sai coltivare fiori?» (Can you cook and sew, make flowers grow?). Il giornalista Greil Marcus, arrivò a definire Dylan "un sultano che sta ispezionando la serva per il suo harem".
Nel 1999, Street Legal è stato ripubblicato in versione completamente remixata e rimasterizzata dall'ingegnere del suono Don DeVito. La nuova versione, che possiede un sound più ricco e corregge numerose imprecisioni della produzione originale, è stata in seguito utilizzata per tutte le riedizioni successive.

## Tracce
Tutte le canzoni sono state scritte da Bob Dylan.
Lato 1
1. Changing of the Guards – 6:41
2. New Pony – 4:28
3. No Time to Think – 8:19
4. Baby, Stop Crying – 5:17

Lato 2
1. Is Your Love in Vain? – 4:30
2. Señor (Tales of Yankee Power) – 5:42
3. True Love Tends to Forget – 4:14
4. We Better Talk This Over – 4:04
5. Where Are You Tonight? (Journey Through Dark Heat) – 6:16

## Outtakes
Come per i precedenti album, ci furono registrazioni non utilizzate provate durante le sessioni per Street-Legal e non incluse nella versione definitiva del disco. Si tratta di tre brani scritti da Dylan in collaborazione con una delle sue coriste, Helena Springs. Eric Clapton registrò in seguito una versione di Walk Out In the Rain.
- Coming From The Heart (The Road Is Long) - (Bob Dylan & Helena Springs)
- Stop Now - (Bob Dylan & Helena Springs)
- Walk Out In The Rain - (Bob Dylan & Helena Springs)

## Formazione
- Bob Dylan – voce, chitarra elettrica
- Ian Wallace – batteria
- Jerry Scheff – basso
- Billy Cross – chitarra elettrica
- Alan Pasqua – tastiera
- Bobbye Hall – percussioni
- Steve Douglas – sassofono
- Steven Soles – chitarra ritmica e cori
- David Mansfield – violino e mandolino
- Carolyn Dennis – cori
- Jo Ann Harris – cori
- Helena Springs – cori
- Steve Madaio – tromba in Is Your Love in Vain?